# Stefan Raab
Stefan Konrad Raab (født 20. oktober 1966 i Köln) er en tysk komiker og programleder. Han er leder af late-night talkshowet TV total på ProSieben.

## Tv-karriere
Stefan Raab startede sin Tv-karriere med showet Vivasion på musikkanalen VIVA fra 1993 til 1998. Den 8. marts 1999 startede TV total. Derudover præsenterer han forskellige eventshows med berømtheder, bl.a. Wok-WM (at gennemkøre en bobslæde- eller kælkbane i en wok) eller TV total Turmspringen (udspring). Showet Schlag den Raab startede i 2006: en deltager forsøger at vinde over Raab i forskellige spil og kampe.

## Eurovision Song Contest
Stefan Raab er også komponist og musikproducer. Han var involveret i fem Eurovision Song Contest for Tyskland: 
- Ved ESC 1998 var han (under navnet Alf Igel) komponist af Guildo Horns sang Guildo hat euch lieb og fik en 7. plads.
- Ved ESC 2000 deltog han som sanger og komponist med sangen Wadde hadde dudde da og fik en 5. plads.
- For ESC 2004 startede han en talentkonkurrence (SSDSGPS, "Stefan sucht den Super-Grand-Prix-Star") i sit show TV total. Max Mutzke var vinder med Can't Wait Until Tonight, som blev komponeret og produceret af Raab. Max Mutzke blev også valgt som Tysklands ESC-repræsentant i den nationale finale og fik en 8. plads ved ESC.
- For ESC 2010 fik han en ny Tv-casting, Unser Star für Oslo. Showet var arrangeret i fællesskab af de offentlige tv-selskaber ARD og NDR samt den private tv-kanal ProSieben. Stefan Raab var en af tre dommere i castingen og producer (men ikke komponist) af sangen Satellite, som var Lena Meyer-Landruts vindersang. Lena fik en 1. plads ved ESC, som var Tysklands første sejr siden 1982.
- Sammen med Anke Engelke og Judith Rakers var han vært ved ESC 2011 i Tyskland. Desuden var han producer af Lena Meyer-Landruts ny bidrag Taken by a Stranger som blev udvalgt i Raabs tv-show Unser Song für Deutschland og fik en 10. plads ved ESC-finalen.
- I 2012 var han dommer i tv-castingen Unser Star für Baku, som fandt Roman Lob som Tysklands repræesentant for ESC 2012, mens rapperen Thomas D blev den nye jurypræsident og vinderens producer.

Derudover er han opfinder og vært af Bundesvision Song Contest, en Tv-konkurrence for musikere fra Tysklands seksten delstater.